# Доње Здјелице
Доње Здјелице (хрв. Donje Zdjelice) су насељено место у општини Вирје, Копривничко-крижевачка жупанија, Хрватска.

## Историја
До територијалне реорганизације у Хрватској биле су у саставу старе општине Ђурђевац.

## Становништво
У попису становништва из 2011. године, Доње Здјелице су имале 74 становника.
| Број становника према пописима | Број становника према пописима | Број становника према пописима | Број становника према пописима | Број становника према пописима | Број становника према пописима | Број становника према пописима | Број становника према пописима | Број становника према пописима | Број становника према пописима | Број становника према пописима | Број становника према пописима | Број становника према пописима | Број становника према пописима | Број становника према пописима | Број становника према пописима |
| ------------------------------ | ------------------------------ | ------------------------------ | ------------------------------ | ------------------------------ | ------------------------------ | ------------------------------ | ------------------------------ | ------------------------------ | ------------------------------ | ------------------------------ | ------------------------------ | ------------------------------ | ------------------------------ | ------------------------------ | ------------------------------ |
| 1857                           | 1869                           | 1880                           | 1890                           | 1900                           | 1910                           | 1921                           | 1931                           | 1948                           | 1953                           | 1961                           | 1971                           | 1981                           | 1991                           | 2001                           | 2011                           |
| 136                            | 154                            | 150                            | 174                            | 203                            | 229                            | 225                            | 236                            | 196                            | 202                            | 199                            | 162                            | 124                            | 112                            | 97                             | 74                             |

Напомена: До 1981. исказивано под именом Доње Зделице.